# Жуковский сельсовет (Красноярский край)
Жуковский сельсовет - сельское поселение в Козульском районе Красноярского края.
Административный центр - село Жуковка.

## Население
| 2010 | 2012  | 2013  | 2014  | 2015  | 2016  | 2017  |
| ---- | ----- | ----- | ----- | ----- | ----- | ----- |
| 1890 | ↗1905 | ↘1903 | ↘1883 | ↘1834 | ↘1759 | ↘1738 |

## Состав сельского поселения
В состав сельского поселения входят 8 населённых пунктов:
| № | Населённый пункт | Тип населённого пункта       | Население |
| - | ---------------- | ---------------------------- | --------- |
| 1 | Бадаложная       | посёлок                      | 31        |
| 2 | Жуковка          | село, административный центр | 675       |
| 3 | Заречный         | посёлок                      | 519       |
| 4 | Косачи           | посёлок                      | 442       |
| 5 | Малые Ручьи      | посёлок                      | 123       |
| 6 | Малый Кайдат     | посёлок                      | 0         |
| 7 | Новосибирский    | посёлок                      | 100       |
| 8 | Сергино          | посёлок                      | 0         |

## Местное самоуправление
Жуковский сельский Совет депутатов
Дата Избрания: 14.03.2010. Срок полномочий: 5 лет. Количество депутатов:  10
Глава муниципального образования
- Гладкович Виктор Александрович. Дата Избрания: 14.03.2010. Срок полномочий: 5 лет